# Tội trọng
Tội trọng là một thuật ngữ Công giáo.
Tội trọng được định nghĩa là một lỗi phạm nghiêm trọng được nhắc đến trong Mười điều răn và thực hiện với ý thức đầy đủ và chủ ý ưng thuận. Giáo hội Công giáo quan niệm con người có sự tự do, có thể quyết định bỏ mặc Thiên Chúa, làm tổn thương nghiêm trọng phẩm giá của mình, gây hại tương quan với tha nhân và vũ trụ. Vì là một quyết định tự do, Giáo hội Công giáo quan niệm, với việc mắc tội trọng, con người tự chọn cái chết muôn đời trong hỏa ngục.
Tuy vậy, nếu trường hợp thiếu hiểu biết hoặc ngoài ý muốn, sự nghiêm trọng của tội có thể giảm thiểu thậm chí bị xóa bỏ.
Giáo hội Công giáo yêu cầu người mắc tội trọng phải sám hối, ăn năn và cần phải lãnh nhận Bí tích Hòa giải.